# Unppal Romance
Az Unppal Romance (hangul: 운빨로맨스, Unppal romenszu, RR: Unbbal Romaenseu), angol címén Lucky Romance, 2016-ban az MBC csatornán bemutatott dél-koreai televíziós sorozat Hvang Dzsongum (Hwang Jeong-eum), Rju Dzsunjol (Ryu Jun-yeol), I Cshonga (Lee Cheong-a) és I Szuhjok (Lee Su-hyeok) főszereplésével. A sorozat az azonos című webképregényből készült.

## Történet
Sim Boni (Sim Bo-nui) egész életében szerencsétlen volt, meg van győződve róla, hogy rossz csillagzat alatt született és mindenkire csak szerencsétlenséget hoz. Szülei autóbalesetben meghaltak, húga kómában fekszik két éve. A lány mániákusan hisz a horoszkópokban és babonákban, és egy sámánhoz jár rendszeresen tanácsért. Az orvosok úgy vélik, húga sosem fog magához térni, a sámán azonban azt tanácsolja neki, találjon egy Tigris jegyében született férfit és töltsön vele egy éjszakát, ezzel megmentheti a testvére életét. Boni (Bo-nui) nekilát felkutatni egy ilyen férfit, a sors pedig hamarosan az útjába sodorja Cse Szuhót (Je Su-hót), a magas IQ-jú számítógépesjáték-fejlesztőt, akit egész gyerekkorában gúnyoltak intelligenciája miatt, ezért magányos és visszahúzódó férfi lett belőle. Véletlenül pedig épp a Tigris évében született. A hideg logikával gondolkodó elvont Szuho (Su-ho) képtelen megfejteni Boni (Bo-nui) személyiségét, ez pedig matematikai probléma elé állítja. Miközben igyekszik logikával megérteni a dolgokat, egyre közelebb kerül a furcsa szokásokkal rendelkező lányhoz. Felbukkan azonban Gary Choi, a híres teniszező, Boni (Bo-nui) gyerekkori barátja, aki szintén beleszeret a lányba.

## Szereplők
- Hvang Dzsongum (황정음, Hwang Jeong-eum): Sim Boni (Sim Bo-nui)
- Rju Dzsunjol (류준열, Ryu Jun-yeol): Cse Szuho (Je Su-ho)
- I Cshonga (이청아, Lee Cheong-a): Amy Han
- I Szuhjok (이수혁, Lee Su-hyeok): Gary Choi
- Kim Dzsimin (김지민, Kim Ji-min): Sim Bora
- Csong Szanghun (정상훈, Jeong Sang-hun): Han Ljangha (Han Ryang-ha)

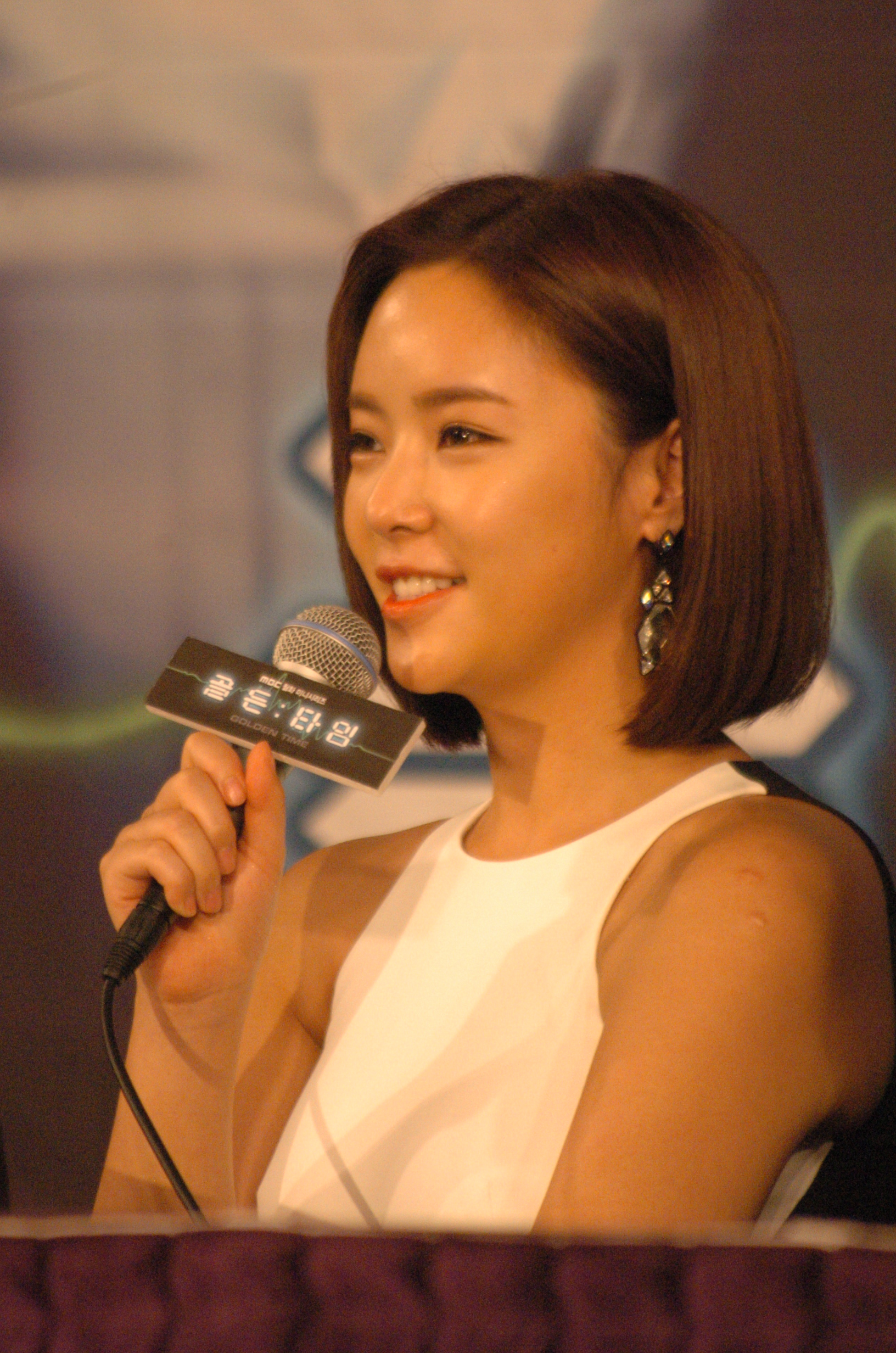
Hvang Dzsongum (Hwang Jeong-eum)
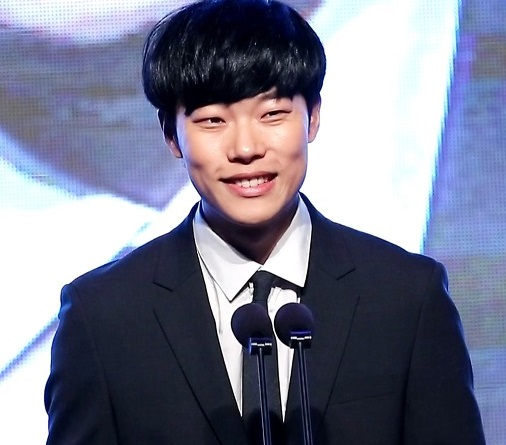
Rju Dzsunjol (Ryu Jun-yeol)
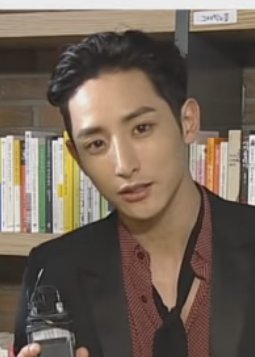
I Szuhjok (Lee Su-hyeok)
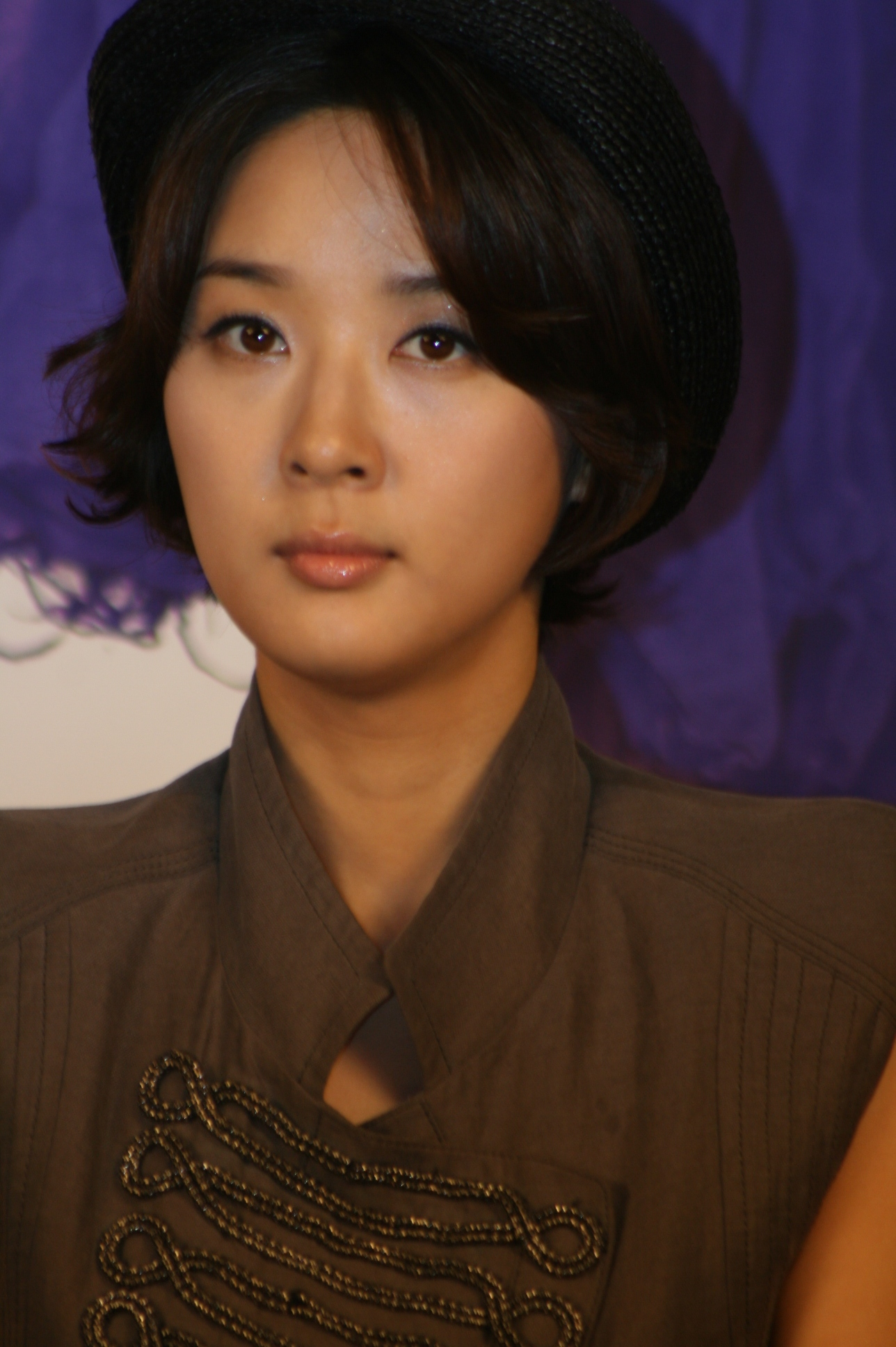
I Cshonga (Lee Cheong-a)